# Переворот в Иране (1953)
Переворот в Иране (1953) — государственный переворот в Иране в 1953 году, повлёкший свержение демократически избранного правительства Национального фронта Ирана.
Организован спецслужбами Великобритании и США.
В августе 2013 года правительство США официально признало роль США в перевороте, обнародовав массу ранее засекреченных правительственных документов, которые свидетельствуют о том, что государство отвечало как за планирование, так и за исполнение переворота, включая подкуп иранских политиков, высокопоставленных чиновников службы безопасности и армии, а также пропаганду в поддержку переворота. Согласно документам, переворот был осуществлён под руководством ЦРУ и «как акт внешней политики США, задуманный и одобренный на самом высоком правительственном уровне». В 2023 году ЦРУ взяло на себя ответственность за этот переворот, что противоречит предыдущим оценкам учёных о том, что ЦРУ провалило операцию.

## Предпосылки
С начала XX века добычу нефти в Иране контролировал английский капитал. Основанная на крайне невыгодной Ирану концессии британского бизнесмена Уильяма Д’Арси британско-иранская Англо-персидская нефтяная компания  (АИНК, ныне BP) уклонялась от выплат Ирану доли в добыче иранской нефти. Не меньший урон экономике Ирана наносило освобождение АИНК от подоходного налога и таможенных пошлин. Даже сам Иран не получал достаточно нефти для собственного потребления, а потому был вынужден импортировать её из Советского Союза.
Массовое движение за национализацию нефтяной промышленности возглавил оппозиционный Национальный фронт Ирана — созданная в октябре 1949 года (первоначально для борьбы с нарушениями на выборах) коалиция либерально-националистических и демократических сил (преимущественно светского левого толка, но также некоторых исламистов) во главе с экс-министром и доктором юридических наук Мохаммедом Мосаддыком, выступавшим против передачи британской корпорации нефтяных концессий на невыгодных для Ирана условиях ещё во время заключения британско-иранского договора в 1919 году. Главной целью фронта стала защита права Ирана на собственную нефть и доходы от неё, чтобы обеспечить последующие прогрессивные реформы.
В состав 16-го Меджлиса прошли ряд членов «Национального фронта» и их союзников, однако премьер-министром был назначен генерал Хадж Али Размара, кандидатуру которого лоббировали посольства США и Великобритании, в значительной степени контролировавшие процесс формирования правительства.
Национализация нефти
В ноябре 1950 года Мосаддык предложил на рассмотрение парламента отказ от «нефтяных договоров» с другими странами. Это предложение заблокировал премьер-министр, ведший тайные переговоры с АИНК, однако уже к концу года в Тегеране прошла серия крупных митингов за национализацию собственности компании. Началось всё с уличных выступлений студентов Тегеранского университета во время обсуждения в парламенте отчёта нефтяной комиссии, а 29 декабря состоялась «общенародная» акция, на которой была принята резолюция с требованиями отменить военное положение, прекратить преследования журналистов и национализировать нефтяную промышленность.
Под давлением протестов правительство пошло на уступки по ряду вопросов. Узнав, что Саудовская Аравия в соглашении с американской нефтяной компанией АРАМКО (Saudi Arabian Oil Company) добилась равного распределения прибыли от добытой нефти, премьер Размара предложил представителям АИНК включить в новое соглашение аналогичное положение, но англичане отказались, заявив, что не будут вести переговоры под угрозой национализации, к которой в публичных выступлениях на не прекращающихся массовых митингах и своих фетвах призывали аятолла Аболь-Касем Кашани, назначенный при поддержке «Национального фронта» спикером парламента, и прочие ведущие духовные лица Ирана.
Вскоре после того, как премьер в этих обстоятельствах публично отверг идею национализации иранской нефти, он был убит у входа в мечеть членом организации «Федаины ислама» 7 марта 1951 года. Сразу после его гибели был начат процесс подготовки законопроекта о национализации нефтяной промышленности Ирана, хотя новый премьер-министр, бывший посол Ирана в США Хусейн Ала, был ещё более рьяным противником национализации АИНК.
15 марта 1951 года Меджлис Ирана принял решение о национализации нефтяной промышленности Ирана; 20 марта это одобрил сенат.
Несмотря на военное положение и запрет демонстраций временным главой правительства, уже 16 марта в Тегеране был проведён многотысячный митинг Национального общества борьбы против АИНК, на котором выдвигались требования национализации нефтяной промышленности юга страны; в ответ корпорация прекратила выплату дотаций иранским нефтяникам, и те объявили забастовку. Последовавшие жестокие разгоны демонстраций забастовщиков в Абадане и солидарных с ними рабочих в Бендер-Махшехре привели к десяткам человеческих жертв от пуль правительственных войск. Впрочем, это лишь усилило протесты по всему Ирану под лозунгами солидарности с рабочими-нефтяниками, немедленной ликвидации АИНК и отвода британской флотилии от нефтеносных районов.
После волны уличных протестов, кабинет министров 27 апреля 1951 года подал в отставку. На следующий день, 28 апреля, новым премьер-министром был назначен Мохаммед Мосаддык, а Меджлис единогласно проголосовал за закон о национализации нефтяной промышленности. Иранская национальная нефтяная компания получала собственность АИНК, которой полагалась выплата компенсации и участие в смешанной комиссии для рассмотрения взаимных претензий. 1 мая закон Мосаддыка вступил в силу. Национализация сделала премьер-министра героем в глазах миллионов иранцев, чувствовавших, что впервые за длительное время могут распоряжаться национальными богатствами.
Политический кризис
На этом фоне нарастал политический кризис — конфликт между Мосаддыком (потомком правившей до Пехлеви династии Каджаров и сторонником ограничения шахской власти церемониальными полномочиями) и старыми элитами, группировавшимися вокруг шаха Мохаммеда Резы Пехлеви.
Летом 1952 года Мосаддык потребовал себе на шесть месяцев чрезвычайные полномочия и пост министра обороны, что позволяло ему лишить шаха его опоры — промонархически настроенного офицерства. Однако монарх отверг притязания премьера 16 июля 1952 года, за чем последовала неожиданная отставка Мосаддыка. Новый премьер-министр Ахмад Кавам ас-Салтане, ранее уже четыре раза занимавший эту должность, обвинил Мосаддыка в ухудшении англо-иранских отношений (превращении «законных притязания к одной компании в источник вражды между двумя народами»), грозил расправами с его сторонниками как «преступниками» и обещал «восстановить закон и порядок».
В ответ на заявления Кавама страну в период с 17 по 21 июля охватили антиправительственные демонстрации. Кульминационными стали события последнего дня, объявленного сторонниками Мосаддыка «Днём национального сопротивления» — грандиозная всеобщая забастовка, переросшая в Тегеране в восстание, в котором впервые в истории страны активно участвовали и женщины. Власти бросили против демонстрантов полицию и армейские части, в том числе и танковые, расстреляв по крайней мере 36 человек. Опасаясь перехода армии на сторону протестующих и гражданской войны, шах был вынужден отступить и вернуть Мосаддыка на пост премьера.
Во второй срок своего премьерства Мосаддык выдвинул лозунг «Экономика без нефти», подразумевая стабилизацию государственного бюджета без доходов от нефти, при помощи стимулирования экспорта другой продукции. Потерпевший поражение шах 24 февраля 1953 года заявил, что он будет временно вынужден покинуть Иран. Впрочем, это событие само по себе мало чем угрожало Мосаддыку по причине крайне низкой популярности шаха в народе. Куда существенней был распад хрупкого союза с исламистами: в конце 1952 года Кашани на правах председателя Меджлиса пытался торпедировать важные для премьер-министра законопроекты, в том числе о продлении на год его чрезвычайных полномочий, а 27 февраля 1953 года открыто выступил против Мосаддыка на стороне шаха. Этот разрыв между двумя лидерами антизападного лагеря был воспринят разведслужбами США и Великобритании как сигнал уязвимости режима Мосаддыка.

## Отношения с Великобританией и США
Действия Ирана вызвали бурю возмущения в правящих кругах и СМИ Великобритании. Началась прямая конфронтация: 26 мая 1951 года британцы подали дело на рассмотрение Международного суда ООН в Гааге.
Первоначально американцы и англичане вели переговоры с премьер-министром Ирана Мохаммедом Мосаддыком, но они ни к чему не привели. План Мосаддыка предлагал компромисс, основанный на прецеденте соглашения венесуэльского правительства Ромуло Гальегоса и Creole Petroleum, однако британская сторона, вопреки рекомендациям американцев, на него не согласилась и начала планировать подрыв иранского правительства.
Англо-иранская нефтяная компания задействовала механизм мирового бойкота иранских нефтепродуктов. В итоге экономической блокады со стороны Великобритании, страна попала в глубокий экономический кризис. Иностранные державы перестали покупать иранскую нефть, а Иран не мог самостоятельно её продавать. Абаданский нефтеперерабатывающий завод, один из крупнейших в мире, закрылся. Работа на национализированных предприятиях не налаживалась, так как АИНК запретила британским специалистам сотрудничать с иранскими властями, а у тех не хватало квалифицированного персонала. Уровень добычи нефти в Иране упал с 666 тыс. баррелей в день в 1950 году до 20 тыс. — в 1952 году. Абаданский кризис был усугублен морской блокадой торговых путей Королевским ВМФ Великобритании. Тем не менее, несмотря на сильное сопротивление США и Великобритании, национализация иранской нефти продолжалась.
22 октября 1952 года Иран разорвал дипломатические отношения с Великобританией. После чего Великобритания обратилась с жалобой в Совет Безопасности ООН[зачем?], однако принятию лондонского проекта резолюции воспрепятствовали СССР и Индия. Мосаддык попытался было договориться о поставках иранской нефти с СССР, но из-за отсутствия в то время у Советского Союза мощного флота нефтеналивных танкеров этого сделать не удалось.
Мосаддык поначалу пытался играть на разногласиях в вопросах нефтяной политики Великобритании и США, которых устраивала ликвидация конкурентной АИНК. В июле 1951 года Иран посетил американский дипломат Аверелл Гарриман, специальный представитель президента Гарри Трумэна, но его попытка выступить посредником между иранцами и англичанами не увенчалась успехом. Однако в октябре Мосаддык сам прибыл в США с официальным визитом и встретился с Трумэном, надеясь решить вопрос с продажей Абаданского нефтеперерабатывающего завода небританской компании. Однако после смены демократической администрации в Белом Доме на республиканскую США взяли курс на поддержку переворота в Иране, опасаясь распространения на него советского влияния и «коммунизма».

## Подготовка переворота
К 16 апреля 1953 года план свержения Мосаддыка был готов. Его главными проводниками в США были Госсекретарь Джон Фостер Даллес и его заместитель Уолтер Беделл Смит, недавно перешедший в Государственный департамент с поста главы ЦРУ. Дело ещё больше облегчалась тесным партнёрством Джона Фостера и его брата, текущего директора ЦРУ Аллена Даллеса, с юридической конторой Sullivan and Cromwell, которая долгое время вела дела с АИНК в качестве одного из главных клиентов. Непосредственно подготовкой к государственному перевороту руководил Кермит Рузвельт, внук президента Теодора Рузвельта и глава Ближневосточного отдела ЦРУ, в сотрудничестве с американским военным советником и бывший куратором шахской полиции генералом Норманом Шварцкопфом-старшим.
По плану американцы должны были действовать совместно с британской Секретной разведывательной службой (SIS), имевшей в Иране хорошо организованную разведывательную сеть.
На операцию было выделено 19 млн долларов, на подкуп иранских офицеров и госслужащих.
Кандидатом на пост премьер-министра страны западными спецслужбами был выбран генерал Фазлолла Захеди — бывший министр внутренних дел Ирана, уволенный Мосаддыком в 1951 году (в своё время Захеди был арестован британцами за сотрудничество с агентами нацистской Германии).

## Операция
В ЦРУ операция получила название «Аякс» (TP-AJAX) в честь двух персонажей древнегреческой мифологии — участников Троянской войны (см. Аякс Великий, Аякс Малый). В SIS операция была названа «Boot» в значении «дать пинка».
Операция была начата в августе 1953 года. Стартовала мощная информационная кампания против Мосаддыка, которого обвиняли в коррупции, антимонархических, антиисламских и прокоммунистических взглядах. 11 августа шах Мохаммед Реза Пехлеви с супругой выехал в свою летнюю резиденцию на берегу Каспийского моря. Операцию было намечено начать, когда шах издаст указы об освобождении Мосаддыка с поста премьера и назначении Захеди, но указы задержались на три дня, и об этом Мосаддыку уже успели сообщить.
Мосаддык арестовал[когда?] главу гвардии шаха Нематоллу Нассири, доставившего приказ, и запустил механизм свержения шаха. Шах скрылся в Багдаде, а затем в Риме. По радио объявили о попытке переворота, устроенной прошахскими силами. На улицах под руководством «Национального фронта», но также коммунистической Народной партии «Туде» прошли многочисленные антишахские демонстрации, на которых звучали лозунги о свержении шаха и провозглашении республики.
МИД разослал послам за рубежом циркуляры о том, что шах «больше не обладает властными полномочиями в Иране». За поимку Ф. Захеди была объявлена награда.
Вскоре, однако, Мосаддык начал совершать ошибки, поверив в то, что полностью держит ситуацию под контролем. Он приказал полиции не допускать коммунистов из партии «Туде» к проведению митингов и срывать со стен плакаты, направленные против шаха. Начались столкновения между активистами партии и правоохранительными органами. Так премьер лишил себя наиболее влиятельных сторонников.
Впоследствии к манифестации американцы и британцы привлекли некоторых сторонников коммунистов, которые начали погромы в столице, что привело к многочисленным кровавым столкновениям демонстрантов со сторонниками премьера. Мосаддык отказался мобилизовать войска, не желая втягивать страну в гражданскую войну.
В тот же день[когда?] в город вошли отряды Захеди, и после короткого боя правительство Мосаддыка было свергнуто, а сам он арестован.
19 августа агенты ЦРУ с участием прошахского крыла мусульманского духовенства организовали в Тегеране проплаченные массовые беспорядки, в ходе которых скандировались прошахские лозунги и требовали смерти премьер-министра. Другая часть платных провокаторов предварительно изображала «коммунистов», призывавших к социалистической революции, спровоцировав выступления настоящих членов «Туде» и их столкновения с противниками. Полиция не вмешивалась. Восставшие монархисты захватили почту, телеграф и радиостанцию, при помощи которой начали передавать сообщения об отстранении Мосаддыка от власти. Вскоре та же радиостанция передала в эфир выступление Ф. Захеди.
Захеди от имени «любящего шаха народа и преданной армии» направил в Рим телеграмму с просьбой к шаху вернуться на родину.
Одновременно с этим шахские гвардейцы и другие сторонники шаха в армии вывели на улицы Тегерана бронетехнику и вступили в бой со сторонниками правительства Мосаддыка. Воинские части перешли на сторону путчистов.
В 10 час. 30 мин. начальник генштаба доложил Мосаддыку, что армия больше правительству не подчиняется.
К 19 часам заговорщики захватили дом Мосаддыка, который обстреляли из танков. Имущество премьера было разграблено. Мосаддык и ряд министров были арестованы.
После ареста Мосаддык был доставлен к Захеди. После состоявшегося между ними разговора, Захеди отдал приказ поместить свергнутого премьера под охрану в роскошные апартаменты и прекратить нападки на него в СМИ.
22 августа шах торжественно вернулся из Италии, у власти утвердилось правительство генерала Ф. Захеди. Поддержавшие его офицеры получили награды. Выступления сторонников Мосаддыка пресекали военные.
Операция «Аякс» была окончена.

## Последствия
Бывший премьер-министр Мохаммед Мосаддык был арестован и осенью 1953 года осуждён военным трибуналом к трём годам тюремного заключения. После отбытия срока всю оставшуюся жизнь он провёл под домашним арестом в своём поместье.
Сторонник Мосаддыка министр иностранных дел Хоссейн Фатеми был арестован, подвергнут изуверским пыткам и расстрелян.
Захеди пробыл на посту премьер-министра один год и восемь месяцев, а затем фактически изгнан шахом из страны. Во время своего премьерства получил от США, как и предусматривалось планом операции «Аякс», немедленно (в течение двух дней), 5 млн долларов на выплату месячного жалования военным. Впоследствии США предоставили правительству Захеди экономическую помощь — 23 млн долларов и безвозмездную помощь — 45 млн долларов.
Шах Мохаммед Реза Пехлеви был свергнут в 1979 году в результате Исламской революции.
5 декабря 1953 года были восстановлены дипломатические отношения с Великобританией. 10 апреля 1954 года заключено соглашение об образовании международного консорциума для разработки иранской нефти. По этому соглашению 40 % досталось Англо-иранской нефтяной компании, 40 % — пятёрке американских компаний (Gulf Oil, Socal, Esso, Socony, Texaco), 14 % — компании Shell, 6 % — французской компании.
В сентябре 1954 года консорциум заключил соглашение с иранским правительством. 1 ноября Англо-иранская нефтяная компания была переименована в British Petroleum Company. По итогам эта компания получила 25 млн фунтов стерлингов компенсации от иранского правительства и 214 млн фунтов от Международного нефтяного консорциума.

### Иран
Когда шах вернулся в Иран после государственного переворота, его приветствовала ликующая толпа. Он написал в своих мемуарах, что, хотя он был королём более десяти лет, впервые он почувствовал, что народ «избрал» и «одобрил» его, и что у него был «законный» народный мандат на проведение своих реформ (хотя некоторые в толпе, возможно, были подкуплены). Шах так и не смог избавиться от репутации 'навязанного извне' правителя среди иранцев, не поддерживающих монархию. Шах на протяжении всего своего правления продолжал считать, что его поддерживают практически все в Иране, и впал в глубокое уныние, когда в 1978 году массовые беспорядки потребовали его свержения. Этот инцидент внушил ему благоговейный трепет перед могуществом Америки, но в то же время вызвал глубокую ненависть к британцам.

#### Кровавое подавление оппозиции
Непосредственным следствием государственного переворота стало подавление шахом всего республиканского политического инакомыслия, особенно либеральной и националистической оппозиционной зонтичной группы «Национальный фронт», а также коммунистической партии «Туде», и концентрация политической власти в руках шаха и его придворных.
Министр иностранных дел и ближайший соратник Мосаддыка Хоссейн Фатеми был казнён по приказу шахского военного трибунала путем расстрела 10 ноября 1954 года. По словам Кинцера, «торжествующий шах [Пехлеви] приказал казнить несколько десятков офицеров и студенческих лидеров, которые были тесно связаны с Мохаммедом Мосаддыком».
В рамках политических репрессий после государственного переворота в период с 1953 по 1958 год шах объявил Национальный фронт вне закона и арестовал большинство его лидеров. Шах лично избавил Мосаддыка от смертной казни, и ему дали 3 года тюремного заключения с последующим пожизненным домашним арестом.
Многие сторонники Ирана продолжали бороться против нового режима, однако они были подавлены, а некоторые даже убиты. Политическая партия, которую основал Мосаддык, Национальный фронт Ирана, позже была реорганизована Каримом Санджаби, и с 2018 года её возглавляет Сейед Хоссейн Мусавиан.
Коммунистическая партия «Туде» приняла на себя основную тяжесть репрессий: Силы безопасности шаха арестовали 4121 политического активиста «Туде», в том числе 386 государственных служащих, 201 студента колледжа, 165 учителей, 125 квалифицированных рабочих, 80 текстильщиков и 60 сапожников. Сорок человек были казнены (в основном за убийства, такие как Хосров Рузбе), ещё 14 умерли под пытками и более 200 были приговорены к пожизненному заключению. Шайка шаха после государственного переворота также захватила 477 членов «Туде» («22 полковника, 69 майоров, 100 капитанов, 193 лейтенанта, 19 унтер-офицеров и 63 кадета»), которые служили в вооруженных силах Ирана. После того, как было обнаружено их присутствие, некоторые сторонники Национального фронта пожаловались, что эта коммунистическая военная сеть «Туде» могла спасти Мосаддыка. Однако лишь немногие офицеры «Туде» командовали мощными полевыми подразделениями, особенно танковыми дивизиями, которые могли бы противостоять перевороту. Большинство захваченных офицеров «Туде» были выпускниками военных академий, полиции и медицинского корпуса. По меньшей мере одиннадцать захваченных армейских офицеров были замучены до смерти в период с 1953 по 1958 год.

#### Создание тайной полиции
После переворота 1953 года правительство шаха создало SAVAK (секретную полицию), многие агенты которой прошли обучение в Соединённых Штатах. SAVAK следила за диссидентами и занималась цензурой. После инцидента в Сиахкале в 1971 году SAVAK получила «свободные полномочия» для применения пыток к предполагаемым диссидентам с использованием «грубой силы», которая с годами «значительно возросла». За последние 20 лет правления шаха почти 100 человек были казнены по политическим мотивам.

После революции SAVAK была официально упразднена, но фактически была «значительно расширена» в новую организацию, которая только в период с 1981 по 1985 год убила от 8000 до 12 000 заключенных, а в общей сложности — от 20 000 до 30 000. Один из заключенных, отбывший наказание как при шахе, так и при Исламской Республике, заявил, что «четыре месяца под надзором начальника тюрьмы Исламской Республики Асадоллы Ладжеварди стоили четырех лет с SAVAK».